# Fosse du Mouton Noir
La fosse du Mouton Noir de la Compagnie des mines d'Anzin, est un ancien charbonnage du Bassin minier du Nord-Pas-de-Calais, situé à Valenciennes. Les travaux des deux puits contigus commencent en 1761 à l'extérieur des fortifications et près de l'Escaut. D'autres fosses comme Le Chauffour ou Le Beaujardin sont ouvertes les années suivantes, à quelques centaines de mètres. En 1794, le puits Nord est serrementé et remblayé, quant au puits Midi, il l'est treize ans plus tard.
Le carreau de fosse est utilisé pour y établir le lycée de l'Escaut. Au début du XXIe siècle, Charbonnages de France ne matérialise pas les têtes des puits Nord et Midi, mais installe à 47 mètres, dans une rue adjacente, une borne de présence.

## La fosse

### Fonçage
Le fonçage des puits doubles, Nord et Midi, de la fosse du Mouton Noir est commencé en 1761 par la Compagnie des mines d'Anzin, soit quatre ans après sa fondation, sur le territoire de Valenciennes, à l'extérieur des fortifications et de l'autre côté de l'Escaut. Cette dernière commence la fosse du Pied dans la même commune la même année, puis entreprend la fosse du Chauffour l'année suivante à seulement 230 mètres au nord-nord-est, sur le territoire d'Anzin, et en 1763 la fosse du Beaujardin, dans le même axe, à 560 mètres. Ces deux dernières passent dans le finage de Valenciennes en 1825,.
Les deux puits, contigus, ce qui est très rare dans le bassin minier, ont un diamètre de 2,60 mètres. Ils ont été creusés dans la concession de Raismes. Le terrain houiller a été atteint à la profondeur de 34,26 mètres, les orifices des puits sont situés à l'altitude de 26 mètres. La composition du cuvelage n'est pas connue.

### Exploitation
Chacun des puits possède cinq accrochages. Ceux du puits Nord sont établis à 108, 170, 198, 268 et 282 mètres, ceux du puits Midi doivent être situés aux mêmes niveaux, car les puits sont doubles.
En 1791, la Compagnie des mines d'Anzin possède vingt-cinq puits d'extraction servant ou prêts à servir, trois puits en tentative ou en souffrance, huit puits d'épuisement avec machine à feu et un en cours d'exécution ou en souffrance, soit un total de trente-sept puits, onze de plus que lors de sa fondation en 1757,.
À la fin du XVIIIe siècle, cent-quinze ouvriers travaillent sous terre à la fosse du Mouton Noir, mais seule une quinzaine de mineurs est affectée à l'abattage du charbon. Le reste des ouvriers est employé à traîner la houille dans des esclittes dans les galeries, et à la remonter dans le puits. Seuls cinq ouvriers travaillent en surface, et un seul porion s'occupe de la surveillance. En 1794, le puits Nord est serrementé dans sa partie courante et remblayé.
La fosse n'a alors plus qu'un puits utile pendant treize ans, jusqu'en 1807, où le puits Midi est serrementé dans sa partie courante et remblayé à son tour.

### Reconversion
Le lycée de l'Escaut est bâti sur le carreau de la fosse du Mouton Noir.
Au début du XXIe siècle, Charbonnages de France ne matérialise pas les têtes des puits Nord et Midi de la fosse du Mouton Noir, mais installe une borne de présence (50° 21′ 52″ N, 3° 30′ 45″ E) 47 mètres à l'ouest, dans la rue Emmanuel Rey. Les deux puits sont situés dans un espace vert, dans l'enceinte du lycée de l'Escaut. Le BRGM y effectue des inspections chaque année. À cette période, le niveau d'eau est estimé être à la profondeur de 155 mètres NGF, soit 181 mètres.

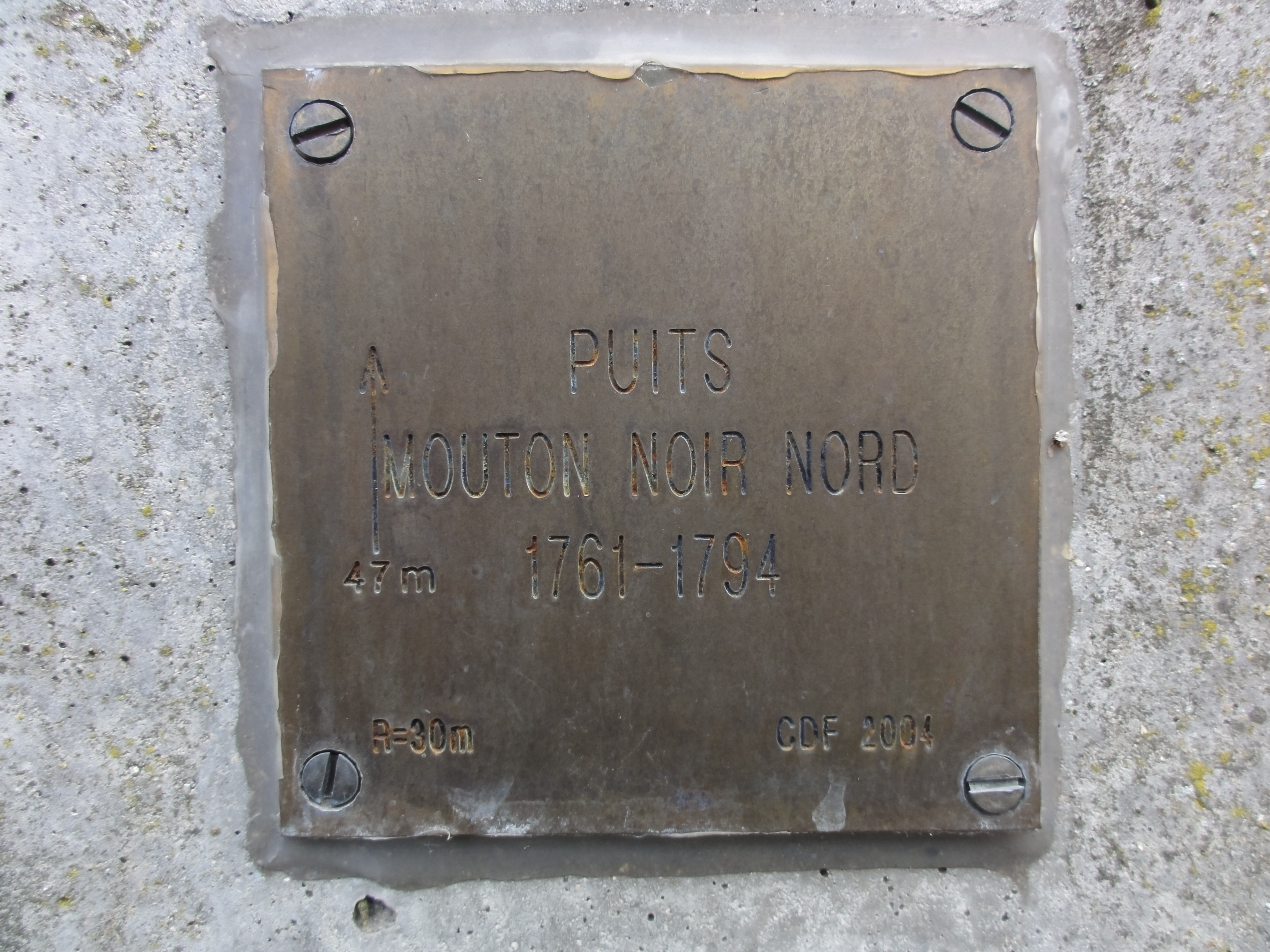
« Puits Mouton Noir Nord, 1761-1794 ».
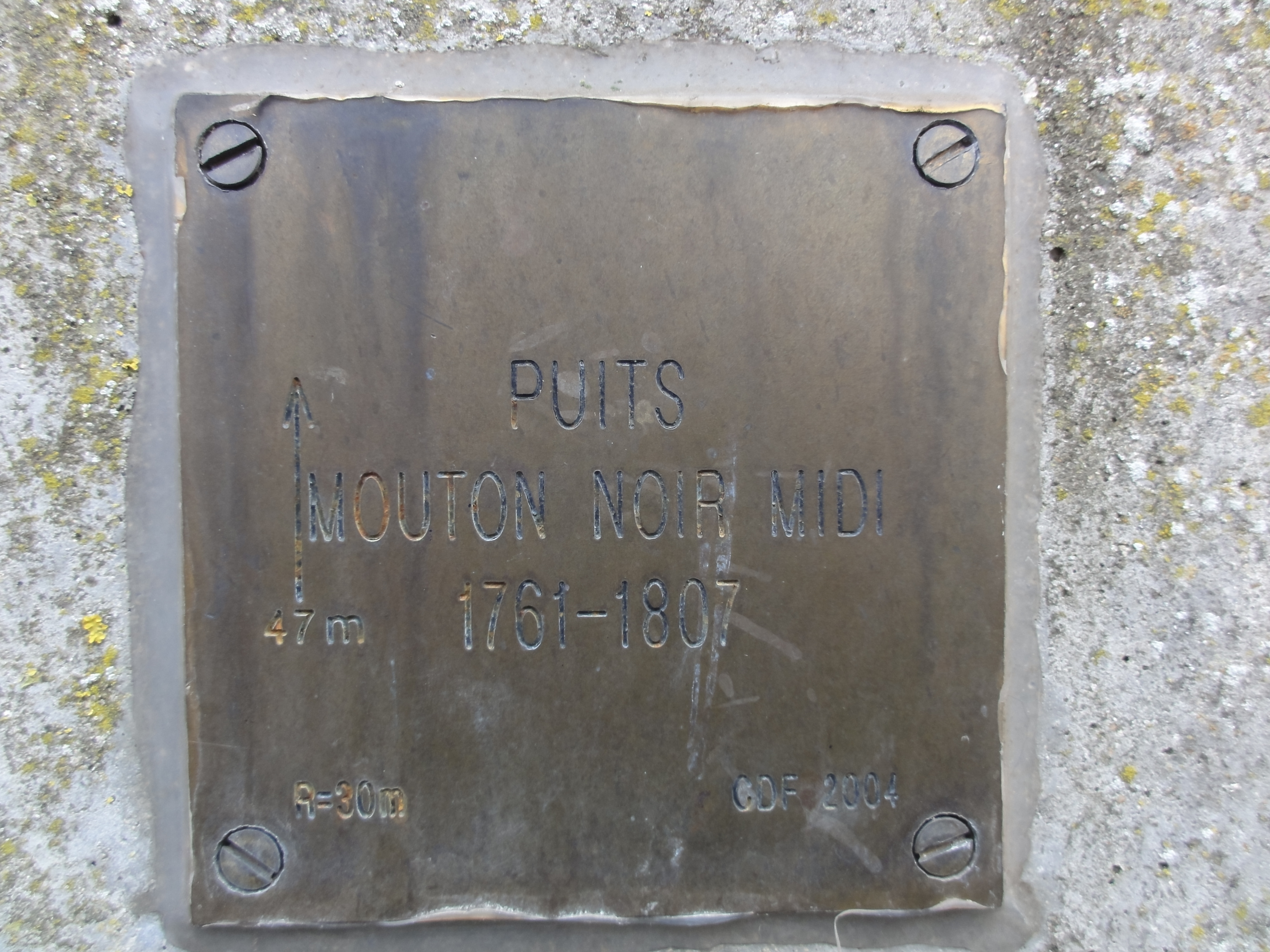
« Puits Mouton Noir Nord, 1761-1807 ».
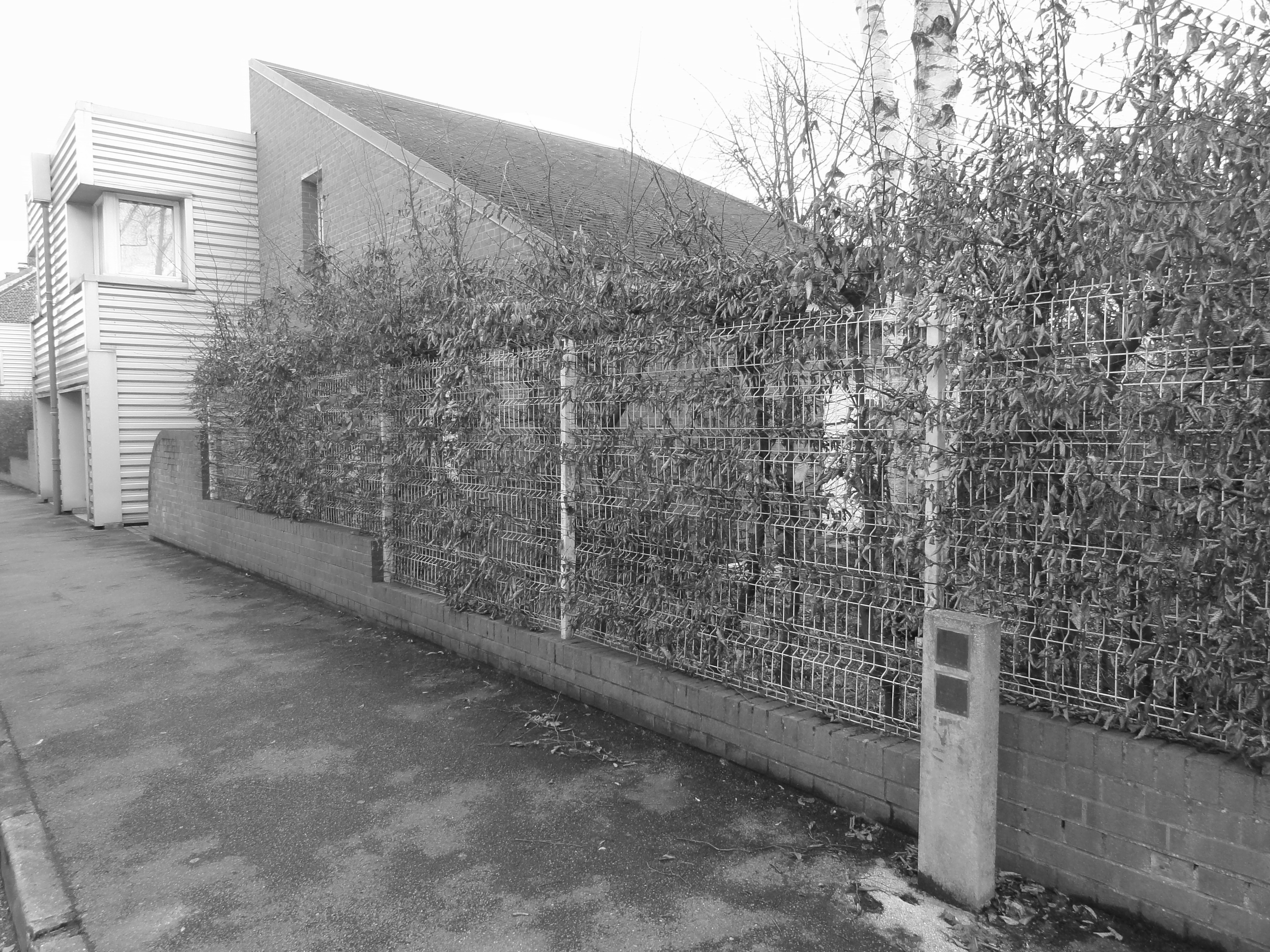
La borne de présence des puits Nord et Midi dans son environnement.